# Мамај
Мамај († 1380, Феодосија) је био татарски генерал, беглербег и дефакто кан Златне хорде (1361–1380).

## Јачање Московске кнежевине
Кад је почео да преузима власт у Златној хорди москвом влада Дмитриј Иванович, који има тек девет година. Суздаљски кнез Дмитриј Константинович користи се његовом малолетношћу, као и расцепом који је настао у Златној Хорди, да исходи за себе јарлик великога кнеза, тако да је Дмитриј Иванович морао да се задовољи само Московском кнежевином.
Благодарећи енергији  и вештој политици московских бољара , који се грозничаво залажу да успоставе политичку надмоћност Москве и нарочито једнога од њих , Елеутерија који је већ од год. 1357. постао сверуски митрополит под именом Алексије, год. 1363. Мамај је, после своје победе, поставио Дмитрија Ивановича за великог кнеза.
Дмитриј Иванович одупире се своме супарнику, те овај мора да призна да је побеђен. Назив великога кнеза и права над градом Владимиром враћају се московском кнезу. Шта више, отада се у званичним актима московске владе учвршћују начело да су титула великога кнеза и власт над градом Владимиром наследно, неотуђено и недељиво добро московских кнежева.
Када је одрастао, Дмитриј је почео борбе на све стране, а нарочито са Литванским кнезом и са Мамајем. Поред владимирске велике кнежевине, освојио је кнежевину белозерску, галичку, Вереју и Мешчеру и градове Калугу и Димитров  и тако је увећао московску област.

## Почетак сукоба
Тако је Московска кнежевина све више јачала док Златна хорда напротив слаби услед унутрашњих борби између разних претендената на кански престо. Московски кнежеви, некада покорни Хорди, постали су мало по мало вођи једне Русије која је све више уједињена у својој борби за народну независност. Најезде монголских пљачкашких руља на руску територију почињу да наилазе све чешће на јуначан отпор, и осећа се све јасније приближавање одлучног судара. Године 1377. татарски кан Арапша, пошто је потукао Русе на обалама реке Пјане (притоке Суре), опустошио је Нижњи Новгород и Рјазањ. Руси одговорише на то пустошењем села Мордва и Татара дуж реке Суре. Тада кан Мамај посла на Русе једну војску која продре у област Рјазања. Али, близу реке Боже та војска се судари са Дмитријем Ивановичем, који јој те 1377. године нанесе тежак пораз.

## Битка на Куликовом пољу
Да би потро утисак што га је учинио тај пораз, Мамај спреми напад великих размера на Русију. Он ступи у преговоре са литванским кнезом Јагелом, који му обећа војну помоћ, и са рјазањским кнезом Олегом, који пристаде да помаже Мамаја и Јагела. Дмитриј са своје стране сакупи огромну војску, јер му кнежеви Ростова, Јарославља, Белоозера и други доведоше своје трупе. У то доба манастир Тројица-Сергијево, близу Москве, ужива већ велику славу. Њим управља његов оснивач игуман Сергеј, кога сви сматрају за светитеља. Пре него што је пошао на Мамаја, Дмитриј одлази у манастир и прима благослов од Сергија за јуначки подвиг који припрема. Но поврх тога, два калуђера из тога манастира, Пересвјет и Ослабја, који ће погинути у бици код Куликова, ступају са одобрењем свога старешине у његову војску. Све то даје томе походу свето обележје једног верског и националног рата.
Мамај жели да се споји са Јагелом, те напредује ка западном делу Рјазањске кнежевине. Да би спречио то спајање, Дмитриј полази брзо у сусрет Мамају, и на горњем Дону, код утока Непрјадве  (Њепрјадве) у горњи Дон, у равници Куликова  (Куљикова ) те 1380. године започиње огорчена и крвава битка. Првобитно Татари су надмоћнији, те је велики број Руса и неколико кнежева погинуло. Али придолазак свежих руских снага, које су дотада чекале прикривене, успоставио је равнотежу. Изненађени Мамај попушта и даје се у бекство.
Ова победа пробудила је наду на будуће ослобођење и произвела у целој Русији дубок утисак, који се огледа у читавом низу песничких и историјских дела старе руске књижевности; она је подигла храброст народа, а окрњила славу татарских освајача, које свет више не сматра за непобедиве. Док је старешини Руса прибавила назив Донски, та победа је необично увећала важност коју је Москва стекла као руски политички центар.
Дмитријева победа над Татарима даје највише сјаја његовој владавини и том сјајном победом је задобио вечну славу. Ово је прва велика победа Руса над Татарима, која је дала Москви и њеним кнезовима нарочит сјај, иако није коначно ослободила Русију од јарма.